# (7182) Robinvaughan
(7182) Robinvaughan – planetoida z pasa głównego asteroid okrążająca Słońce w ciągu 5 lat i 204 dni w średniej odległości 3,14 j.a. Została odkryta 8 września 1991 roku w Palomar Observatory przez Eleanor Helin. Nazwa planetoidy pochodzi od Robina M. Vaughana (ur. 1959), amerykańskiego inżyniera pracującego przy sondach kosmicznych: Voyager 2, Galileo, Cassini-Huygens, Mars Pathfinder oraz MESSENGER. Przed nadaniem nazwy planetoida nosiła oznaczenie tymczasowe (7182) 1991 RV1.